# Callistemon chisholmii
Callistemon chisholmii là một loài thực vật có hoa trong Họ Đào kim nương. Loài này được Cheel mô tả khoa học đầu tiên năm 1925.